# Koninklijke Vereeniging Het Nederlandsch Tooneel
De Koninklijke Vereeniging Het Nederlandsch Tooneel, K.V.H.N.T. of KVHNT, was een toneelgezelschap met als thuisbasis de Koninklijke Haagsche Schouwburg. In Amsterdam bespeelde de vereniging de Stadsschouwburg en het Grand Théatre. De vereniging was actief tussen 1876 en 1930. De vereniging werd door drie personen opgericht, alle drie in goeden doen: Hendrik Jan Schimmel, Abraham Carel Wertheim en Gijsberg van Tienhoven.
De KVHNT mocht vanaf 1882 het predicaat Koninklijk voeren en kreeg financiële steun van Koning Willem III.
Louis Bouwmeester (gedurende 23 jaar), Willem Royaards en Ko van Dijk sr. waren bekende acteurs die speelden bij de KVHNT. Herman Roelvink was van 1913 tot 1919 artistiek leider.
Enkele beroemde vrouwelijke actrices speelden bij het gezelschap, zoals Theo Mann-Bouwmeester (gedurende 35 jaar), Maria Johanna Kleine-Gartman en Magda Janssens die er gedurende 10 jaar speelde, vanaf 1915.